# 古賀千尋
古賀 千尋（こが ちひろ）は、福岡市を拠点に活動するフリーアナウンサーで、元NHK福岡放送局の契約キャスター。

## 来歴・人物
詳細は基礎情報を参照。西南学院大学在学中、2002年から1年間、宝くじ幸運の女神を務めた。
NHK福岡では『情報ワイド福岡いちばん星』の18時までの進行役を3年間、その後『まるごと福岡トクテレ』のリポーターを1年間、それぞれ務め、『トクテレ』終了後、他の契約キャスターとともに退職となった。現在はNHK時代に関係を持ったケーブルテレビ局の番組に出演している。
趣味はジョギングで、休日は大濠公園を走ることを習慣づけている。

## 現在の担当番組
- 『ごちテレ!』リポーター（J:COM福岡）
J:COM福岡は以前から古賀が出演していたローカル番組でNHKと交流がある。

## NHKでの担当番組
- 情報ワイド福岡いちばん星（月～金の18時まで。2004年4月〜2007年3月9日）
以下は古賀がメインで担当していたコーナーである。
  - いちばん星クッキングスクール（月）
  - おうちでスイーツ（不定期火）
  - 拝見！プロの技（不定期火）
  - キラリFUKUOKAスタイル（水）
  - 森山いづみのハッピーキッチン（不定期木）
  - お弁当だいすき（不定期木）
  - 五千と千尋の1dayトリップ（不定期木）
- まるごと福岡トクテレ（2007年4月2日〜2008年3月7日）
リポーターとして「ふくおか一期一会」「街トピ!中継」などのコーナーを担当。
- 第11回熱血!オヤジバトル（2007年11月23日、福岡県代表の応援団長）
- 九州沖縄スペシャル『食べてご長寿 元気の秘けつ〜発見 ふるさとの食〜』（2008年5月9日）
契約満了退局後ふじわらたけひろ（放送時29歳）とともに単発でリポーターを務めた。その際、放送時点における年齢が「27歳」であることが明らかにされた。古賀はこの番組でネット放送局「天草テレビ」の104歳のアナウンサーに取材した。